# Testaccio
Testaccio – rione, jedno z dwudziestu dwóch rioni Rzymu, tradycyjnych jednostek podziału administracyjnego miasta, dotyczącego części wewnątrz murów aureliańskich (z niewielkimi wyjątkami). Stanowi część gminy Municipio Roma I.
Współcześnie Testaccio ma powierzchnię 0,66 km², a w 2015 zamieszkiwało je 8 530 mieszkańców.
Historyczny numer dzielnicy to R. XX.